# Pukepoto
Pukepoto ist eine Siedlung im Far North District der Region Northland auf der Nordinsel von Neuseeland.

## Geographie
Die Siedlung befindet sich rund 6 km südwestlich von Kaitaia und rund 6 km östlich von Ahipara, zwischen dem südlichen Ende einer ausgedehnten Ebene mit einem Feuchtgebiet und dem kleinen Bergmassiv mit dem 558 m hohen Taumatamahoe als höchsten Gipfel und seinem als Herekino Forest unter Schutz gestellten Wald. Anschluss an den New Zealand State Highway 1 hat die Siedlung über Kaitaia und bis zur Ahipara Bay der Tasmansee im Westen sind es rund 5 km.

## Bildungswesen
Pukepoto besitzt zwei Grundschulen. Beide Schulen sind koedukativ. Die Pukepoto School unterrichtete 2016 in den Jahrgangsstufen 1 bis 6, 37 Schüler und die Pukemiro School, die eine Kura-Kaupapa-Māori-Schule ist, in der vollständig in der Sprache Māori gelehrt wird, mit den Jahrgangsstufen 1 bis 8, 50 Schüler.

## Sehenswürdigkeiten
In der Siedlung befindet sich das Te Uri O Hina Marae, das direkt von der Hauptstraße aus zugänglich ist.

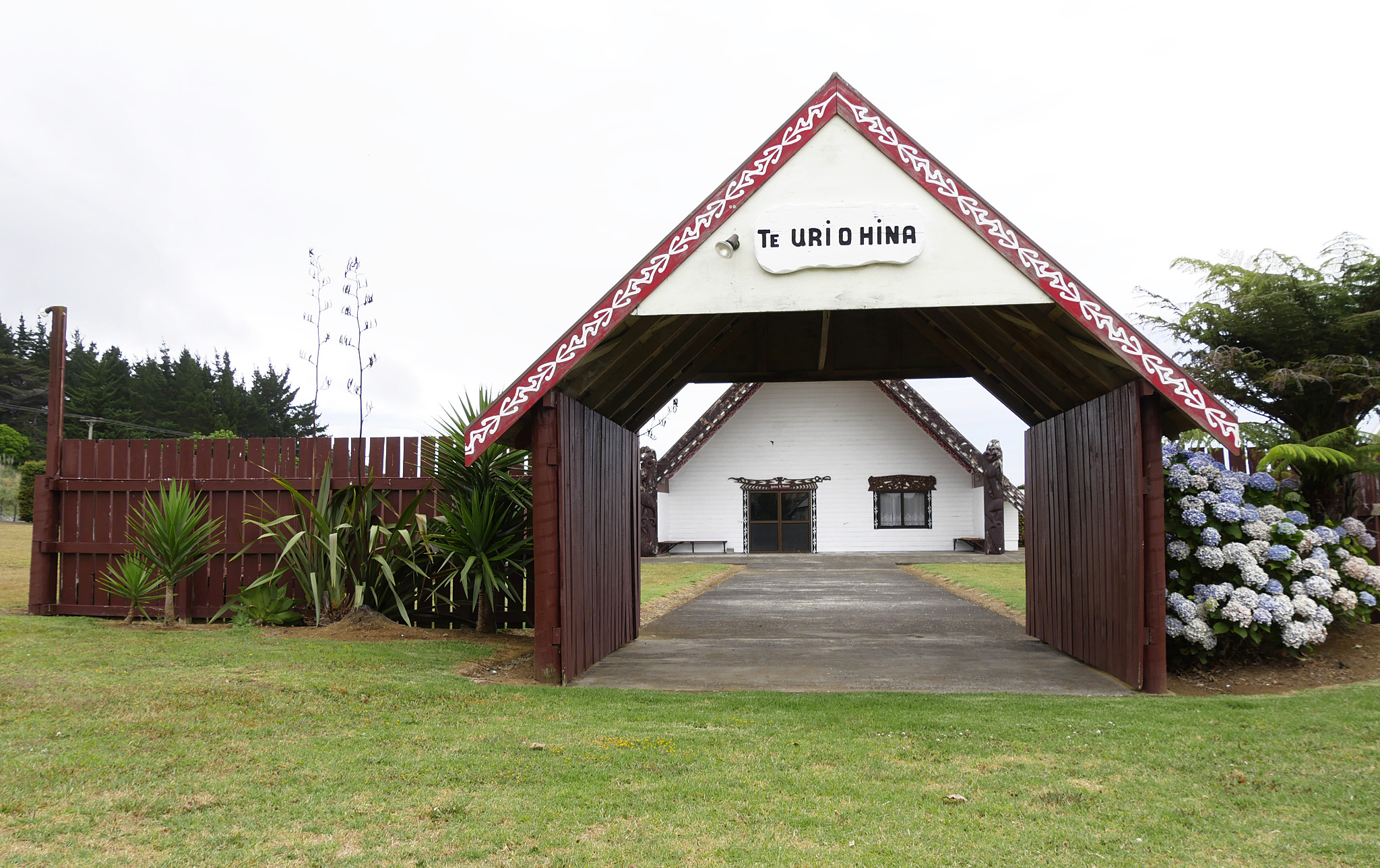
Eingang zum Te Uri O Hina Marae in Pukepoto